# 唐慶
唐 慶（とう けい、? - 1232年7月24日）は、金朝末期からモンゴル帝国初期にかけて活躍した人物。

## 概要
唐慶の出身・来歴については記録がないが、モンゴル軍が初めて華北に侵攻する以前にチンギス・カンに仕え、管軍万戸に任じられた。チンギス・カンによる金朝侵攻が始まると権元帥左監軍に任じられ、太祖22年（1227年）には龍虎衛上将軍の地位を授かり使者として金朝に派遣された。
太宗4年（1232年）、第2代皇帝オゴデイは再び唐慶を国信使として金朝に派遣し、金朝皇室の質子を差し出し、歳幣を差し出すよう要求した。これに対して金朝側は曹王訛可（哀宗の兄の荊王盤都の子）を派遣し、訛可は官山でオゴデイに謁見した。同年7月、再び開封を訪れた唐慶は金朝皇帝に皇帝号をやめ臣下と称するよう要求したが、金の哀宗はこれを聞き入れず、唐慶を殺害することを臣下と謀った。夜半、金兵は官舎に入って唐慶はじめその弟の唐山禄・唐興禄ら17人を殺害してしまった。金朝の滅亡後、モンゴル軍は唐慶らの遺骸を回収しようとして果たせず、その遺族には金50斤などを与えて厚く報いた。